# 植松真人
植松 真人（うえまつ まさと、本来は植松眞人と書く、1962年（昭和37年） - ）は小説家、コピーライター、映画監督。

## 人物・来歴
大阪写真専門学校（現・ビジュアルアーツ専門学校 大阪）放送映画学科卒業。卒業後は同校の講師として勤務しながら、映像作品を制作。としおかたかお、高林陽一らに師事。その後、株式会社リクルートで広告制作の仕事に携わり、やがてコピーライターに専念するようになる。
1990年、広告・映像制作会社 有限会社イサナを設立。2005年、会社のブランド名を「オフィス★イサナ」とする。1996年、TCC（東京コピーライターズクラブ）新人賞受賞。
現在、フリーランスのコピーライター、クリエイティブ・ディレクターとして広告制作に携わりながら、映像、小説などの作品を発表している。
主な小説作品に『コーヒーメーカー』『神さんが降りてきた』『主よ、人の望みの喜びよ』など。インターネットの図書館『青空文庫』でいくつかの作品が公開されている。
『suigyu水牛』（現代音楽作曲家の高橋悠治が主宰）の「水牛のように」に短編小説を毎月掲載。
『ウェブのほぼ女性誌どうする？over40』にエッセイ『50代、男のメガネは近視と乱視とお手元用』を毎週掲載。
書籍／『センパイ！その日本語まちがってます！』『センパイ！その日本語ざんねんです！』『ネコのマロン、参院選に立つ』（以上、保育社刊）、『今からでも楽しい数学　先生と生徒、35年後の補習授業』（三樹書房刊）

## 映像作品
- 背中に歌う（2013年）
- コーヒーと歌（2014年）
- 夏の終わり、海辺（2016年完成予定）

以上三作品は短編連作として制作。

## 出版物
- 植松真人『センパイ！その日本語まちがってます！ 人に言われて赤っ恥をかく前に知っておきたいよくある誤用』保育社、2010年1月。ISBN 9784586085071。
- 植松真人『センパイ！その日本語ざんねんです！ 使っちゃいけない勘違い・場違い・知ったかぶり』保育社、2010年4月。ISBN 9784586085088。
- 植松真人『ネコのマロン、参院選に立つ。』保育社、2010年7月。ISBN 9784586085101。
- 川勝健二、植松真人『いまからでも楽しい数学。 先生と数学嫌いの生徒、35年後の補習授業』三樹書房、2014年2月。ISBN 9784895226219。